# Ala al-Din Tekish
ʿAlāʾ al-Dīn Tekish (Persiano: علاء الدين تكش; nome completo: ʿAlāʾ al-Dunya wa al-Dīn Abū l Muẓaffar Tekish ibn Il-Arslān) o Tekesh o Takesh (... – 1200) è stato lo Scià dell'Impero corasmio dal 1172 al 1200.
Figlio di Il-Arslan, il suo governo fu contestato da suo fratello, Sulṭān Scià, che deteneva un principato nel Grande Khorasan. Tekish ereditò lo Stato di Sulṭān Scià dopo la sua morte nel 1193. In turco il nome Tekish significa colui che colpisce in battaglia.
Nel 1194 Tekish sconfisse il sultano selgiuchide di Hamadan, Toghrul III, in alleanza con il califfo al-Nāṣir li-dīn Allāh, e conquistò i suoi territori. Dopo la guerra, ruppe con il califfato e fu sull'orlo di una guerra con esso fino a quando il califfo lo riconobbe come sultano dell'Iran, del Khorasan e del Turkestan nel 1198.
Morì di un ascesso peritonsillare nel 1200 e gli succedette suo figlio,  ʿAlāʾ al-Dīn Muḥammad.